# Stjärnflottan
Stjärnflottan (engelska: Starfleet) är i Star Trek den del av Federationens (i Enterprise-serien jordens) militär. Stjärnflottans primära uppdrag är att utforska rymden, stifta fredliga första kontakter med för människan nya raser och att utöka kunskapen. Stjärnflottan har också som uppdrag att skydda Federationen om den är hotad.
Stjärnflottan har sitt huvudkvarter i San Francisco nära Golden Gate-brofästet. Där finns också Stjärnflottans högskola/akademi, där utbildning av nya aspiranter sker.
Star Trek-serierna handlar om Stjärnflottan och dess fortsatta uppdrag. Grader och befattningar är tagna från USA:s flotta som förlaga.

### Fotnoter
1. ↑  ”Förenade planeters federation”. Star Trek-databas. http://www.startrekdb.se/teman/teman.php?tema=75. Läst 9 september 2015.